# Memoriał Zdzisława Ambroziaka 2013
VIII Memoriał Zdzisława Ambroziaka – siatkarski turniej, który odbył się w dniach 4-6 października 2013 roku w hali Arena Ursynów w Warszawie. Organizatorami turnieju były: Fundacja im. Zdzisława Ambroziaka i Ursynowskie Centrum Sportu i Rekreacji.
W turnieju wzięło udział pięć polskich zespołów: AZS Politechnika Warszawska, Cerrad Czarni Radom, Lotos Trefl Gdańsk, Wkręt-met AZS Częstochowa oraz ZAKSA Kędzierzyn-Koźle, a także po raz drugi w historii zagraniczny klub – włoska Sir Safety Perugia. 
Pierwszego dnia rozegrano dwa mecze eliminacyjne, których zwycięzcy utworzyli pary półfinałowe z klubami ZAKSA Kędzierzyn-Koźle i Sir Safety Perugia, które były rozstawione. Drugiego dnia rozegrano półfinały oraz mecz o 5. miejsce, w którym zagrali przegrani meczów eliminacyjnych. Trzeciego dnia odbyły się: finał i mecz o 3. miejsce. W trakcie memoriału rozegrano także finał zawodów gimnazjalnych i Mecz Przyjaciół Siatkówki. 
Po raz drugi w historii zwycięzcą turnieju została AZS Politechnika Warszawska. 

## Drabinka
|  |                             |                             |                    |                        |                        |                             |                             |                   |                             |                             |       |       |       |
|  | Mecze eliminacyjne          | Mecze eliminacyjne          | Mecze eliminacyjne |                        |                        | Półfinały                   | Półfinały                   | Półfinały         |                             |                             | Finał | Finał | Finał |
|  | Mecze eliminacyjne          | Mecze eliminacyjne          | Mecze eliminacyjne |                        |                        | Półfinały                   | Półfinały                   | Półfinały         |                             |                             | Finał | Finał | Finał |
|  |                             |                             |                    |                        |                        |                             |                             |                   |                             |                             |       |       |       |
|  |                             |                             |                    |                        |                        |                             |                             |                   |                             |                             |       |       |       |
|  |                             |                             |                    | ZAKSA Kędzierzyn-Koźle | ZAKSA Kędzierzyn-Koźle | 1                           |                             |                   |                             |                             |       |       |       |
|  |                             |                             |                    | ZAKSA Kędzierzyn-Koźle | ZAKSA Kędzierzyn-Koźle | 1                           |                             |                   |                             |                             |       |       |       |
|  | Wkręt-met AZS Częstochowa   | Wkręt-met AZS Częstochowa   | 1                  |                        |                        | AZS Politechnika Warszawska | AZS Politechnika Warszawska | 3                 |                             |                             |       |       |       |
|  | Wkręt-met AZS Częstochowa   | Wkręt-met AZS Częstochowa   | 1                  |                        |                        | AZS Politechnika Warszawska | AZS Politechnika Warszawska | 3                 |                             |                             |       |       |       |
|  | AZS Politechnika Warszawska | AZS Politechnika Warszawska | 3                  |                        |                        |                             |                             |                   | AZS Politechnika Warszawska | AZS Politechnika Warszawska | 3     |       |       |
|  | AZS Politechnika Warszawska | AZS Politechnika Warszawska | 3                  |                        |                        |                             |                             |                   | AZS Politechnika Warszawska | AZS Politechnika Warszawska | 3     |       |       |
|  |                             |                             |                    |                        |                        | Sir Safety Perugia          | Sir Safety Perugia          | 1                 |                             |                             |       |       |       |
|  |                             |                             |                    |                        |                        | Sir Safety Perugia          | Sir Safety Perugia          | 1                 |                             |                             |       |       |       |
|  |                             |                             |                    | Sir Safety Perugia     | Sir Safety Perugia     | 3                           |                             |                   |                             |                             |       |       |       |
|  |                             |                             |                    | Sir Safety Perugia     | Sir Safety Perugia     | 3                           |                             |                   |                             |                             |       |       |       |
|  | Lotos Trefl Gdańsk          | Lotos Trefl Gdańsk          | 3                  |                        |                        | Lotos Trefl Gdańsk          | Lotos Trefl Gdańsk          | 0                 |                             |                             |       |       |       |
|  | Lotos Trefl Gdańsk          | Lotos Trefl Gdańsk          | 3                  |                        |                        | Lotos Trefl Gdańsk          | Lotos Trefl Gdańsk          | 0                 |                             |                             |       |       |       |
|  | Cerrad Czarni Radom         | Cerrad Czarni Radom         | 1                  |                        |                        |                             |                             |                   |                             |                             |       |       |       |
|  | Cerrad Czarni Radom         | Cerrad Czarni Radom         | 1                  |                        |                        |                             |                             |                   |                             |                             |       |       |       |
|  |                             |                             |                    | Mecz o 5. miejsce      | Mecz o 5. miejsce      | Mecz o 5. miejsce           | Mecz o 3. miejsce           | Mecz o 3. miejsce | Mecz o 3. miejsce           |                             |       |       |       |
|  |                             |                             |                    | Mecz o 5. miejsce      | Mecz o 5. miejsce      | Mecz o 5. miejsce           | Mecz o 3. miejsce           | Mecz o 3. miejsce | Mecz o 3. miejsce           |                             |       |       |       |
|  |                             |                             |                    |                        |                        |                             |                             |                   |                             |                             |       |       |       |
|  |                             |                             |                    |                        |                        |                             |                             |                   |                             |                             |       |       |       |
|  | Cerrad Czarni Radom         | Cerrad Czarni Radom         | 3                  | ZAKSA Kędzierzyn-Koźle | ZAKSA Kędzierzyn-Koźle | 3                           |                             |                   |                             |                             |       |       |       |
|  | Cerrad Czarni Radom         | Cerrad Czarni Radom         | 3                  | ZAKSA Kędzierzyn-Koźle | ZAKSA Kędzierzyn-Koźle | 3                           |                             |                   |                             |                             |       |       |       |
|  | Wkręt-met AZS Częstochowa   | Wkręt-met AZS Częstochowa   | 1                  | Lotos Trefl Gdańsk     | Lotos Trefl Gdańsk     | 1                           |                             |                   |                             |                             |       |       |       |
|  | Wkręt-met AZS Częstochowa   | Wkręt-met AZS Częstochowa   | 1                  | Lotos Trefl Gdańsk     | Lotos Trefl Gdańsk     | 1                           |                             |                   |                             |                             |       |       |       |

## 1. dzień

### Mecze eliminacyjne
| Data  | Godzina | Drużyna 1                 | Wynik | Drużyna 2                   | Set 1 | Set 2 | Set 3 | Set 4 | Set 5 | Raport |
| ----- | ------- | ------------------------- | ----- | --------------------------- | ----- | ----- | ----- | ----- | ----- | ------ |
| 04.10 | 17:00   | Wkręt-met AZS Częstochowa | 1:3   | AZS Politechnika Warszawska | 25:17 | 23:25 | 26:28 | 19:25 |       |        |
| 04.10 | 19:00   | Lotos Trefl Gdańsk        | 3:1   | Cerrad Czarni Radom         | 22:25 | 26:24 | 25:19 | 25:22 |       |        |

## 2. dzień

### Mecz o 5. miejsce
| Data  | Godzina | Drużyna 1                 | Wynik | Drużyna 2           | Set 1 | Set 2 | Set 3 | Set 4 | Set 5 | Raport |
| ----- | ------- | ------------------------- | ----- | ------------------- | ----- | ----- | ----- | ----- | ----- | ------ |
| 06.10 | 13:00   | Wkręt-met AZS Częstochowa | 1:3   | Cerrad Czarni Radom | 22:25 | 23:25 | 25:22 | 23:25 |       |        |

### Półfinały
| Data  | Godzina | Drużyna 1              | Wynik | Drużyna 2                   | Set 1 | Set 2 | Set 3 | Set 4 | Set 5 | Raport |
| ----- | ------- | ---------------------- | ----- | --------------------------- | ----- | ----- | ----- | ----- | ----- | ------ |
| 06.10 | 15:30   | ZAKSA Kędzierzyn-Koźle | 1:3   | AZS Politechnika Warszawska | 25:23 | 21:25 | 19:25 | 20:25 |       |        |
| 06.10 | 18:00   | Sir Safety Perugia     | 3:0   | Lotos Trefl Gdańsk          | 25:23 | 25:17 | 25:16 |       |       |        |

## 3. dzień

### Mecz o 3. miejsce
| Data  | Godzina | Drużyna 1              | Wynik | Drużyna 2          | Set 1 | Set 2 | Set 3 | Set 4 | Set 5 | Raport |
| ----- | ------- | ---------------------- | ----- | ------------------ | ----- | ----- | ----- | ----- | ----- | ------ |
| 06.10 | 12:00   | ZAKSA Kędzierzyn-Koźle | 3:1   | Lotos Trefl Gdańsk | 25:23 | 25:23 | 24:26 | 25:18 |       |        |

### Finał
| Data  | Godzina | Drużyna 1                   | Wynik | Drużyna 2          | Set 1 | Set 2 | Set 3 | Set 4 | Set 5 | Raport |
| ----- | ------- | --------------------------- | ----- | ------------------ | ----- | ----- | ----- | ----- | ----- | ------ |
| 06.10 | 14:30   | AZS Politechnika Warszawska | 3:1   | Sir Safety Perugia | 25:22 | 25:23 | 13:25 | 25:22 |       |        |

## Klasyfikacja końcowa
| Lp. | Drużyna                     |
| --- | --------------------------- |
| 1.  | AZS Politechnika Warszawska |
| 2.  | Sir Safety Perugia          |
| 3.  | ZAKSA Kędzierzyn-Koźle      |
| 4.  | Lotos Trefl Gdańsk          |
| 5.  | Cerrad Czarni Radom         |
| 6.  | Wkręt-met AZS Częstochowa   |

## Nagrody indywidualne
| Najlepszy zawodnik (MVP)                    | Najlepszy atakujący                      | Najlepszy blokujący                        | Najlepszy serwujący              | Najlepszy rozgrywający             | Najlepszy przyjmujący                          | Najlepszy libero                            |
| ------------------------------------------- | ---------------------------------------- | ------------------------------------------ | -------------------------------- | ---------------------------------- | ---------------------------------------------- | ------------------------------------------- |
| Artur Szalpuk (AZS Politechnika Warszawska) | Konstantin Čupković (Sir Safety Perugia) | Marcin Nowak (AZS Politechnika Warszawska) | Simone Buti (Sir Safety Perugia) | Mihajlo Mitić (Sir Safety Perugia) | Maciej Pawliński (AZS Politechnika Warszawska) | Michał Potera (AZS Politechnika Warszawska) |